# Independenti
Independenti se imenujejo pripadniki kalvinistične puritanske verske ločine, ki je nastala na Nizozemskem leta 1610. Od tam se je razširila v Anglijo, kjer se je je leta 1642 prijelo ime Independenti. Beseda izvira iz angleške besede independence (neodvisnost) in ponazarja verska načela te ločine. 
Independenti so namreč zahtevali popolno samostojnost cerkvenih občin od cerkve in države. Iz tega razloga se jih je prijelo tudi drugo ime - kongregacionisti (iz angleške besede congregation - verska občina). Ta verska ločina se je izjemno hitro razširila in leta 1591 ustanovila prvo neodvisno cerkveno občino v Angliji. Med Cromwellovo vladavino se je njen vpliv še povečal, leta 1689 pa jim je država z zakonom o strpnosti (Toleration Act) priznala določene pravice poleg anglikanske cerkve.